# عيسى بن زينب
عيسى بن عبد الله بن إسماعيل المراكبي يعرف عمومًا بـعيسى بن زينب (؟ - ق. 825) شاعر عربي من أهل القرن الثامن الميلادي/ الثاني الهجري. من موالي بني أمية، يعد من شعراء الحماسة الصغرى، الوحشيات. عاش ببغداد واشتُهر شعره في أيام المأمون العباسي وصار صاحب مراكب المنصور العباسي، فقيل له: المراكبي. ينسب إلى أمّه زينب بنت بشر بن ميمون وكان أبوها، بشر، حاجبًا للرشيد ومن مواليه. 

## سيرته
هو عيسى بن عبد الله بن إسماعيل، المعروف بعيسى بن زينب، وأمه التي ينسب إليها هي زينب بنت بشر بن ميمون كان أبوها حاجبًا للرشيد ومن مواليه. 

عاش عيسى بن زينب في بغداد واشتهر بها واصبح صاحب مراكب المنصور، فقيل له المراكبي. اشتهر بشعره في أيام المأمون، ومنه قطعه في الوحشيات، وأخرى في الأغاني. 

| عيسى بن زينب | قال عيسى بن زينب: كان لي غلام من أكسل خلق الله، وكنت لا أبعثه في حاجة إلا أذهب نهاره كله فيها، ثم ربما رجع ولم يقضها، قال: فكنت أضربه كثيراً وأقول له: يا ابن الفاعلة، لو كنت كيساً كنت إذا بعثتك في حاجة واحدة قضيت ثنتين. ورجعت سريعاً. قال: فاعتللت عقيب هذا علة خفيفة لا يخاف من مثلها على أحد، وكان لي صديق متطبب، فقلت للغلام: اذهب إليه فقل له: تعال إلينا، وكان منزله بعيداً من منزلي جداً، فما شككت في أنه لا يعود إلى آخر النهار. لما أعرف من عادته. فوالله ما غاب عن بصري حتى وافاني بالطبيب ومعه رجل آخر لا أعرفه، فقلت في نفسي: لقد أسرع جداً، ومن أخرى: قد آن له أن يفلح، وقلت له: يا فلان، هذا الطبيب قد عرفته فمن هذا الرجل؟ قال: الغاسل. قلت: ومن أمرك أن تدعو الغاسل؟ قال: ألست كنت قلت لي: لو كنت إنساناً كيساً كان إذا بعثتك في حاجة قضيت ثنتين؟ وقد فعلت، وكان أخوك قد استقبلني فأردت أن أجيء به، ولكن كان مشغولا بحاجة فلم يفعل. قلت: وأخي لم أردت أن تجيء به؟ قال: ليصلى عليك. | عيسى بن زينب |

توفي عيسى بن زينب حوالي 200 هـ/ 825 م.